# 1924 en aéronautique
Chronologie de l'aéronautique
- 1920
- 1921
- 1922
- 1923
- 1924
- 1925
- 1926
- 1927
- 1928

Cet article présente les faits marquants de l'année 1924 en aéronautique.

## Événements

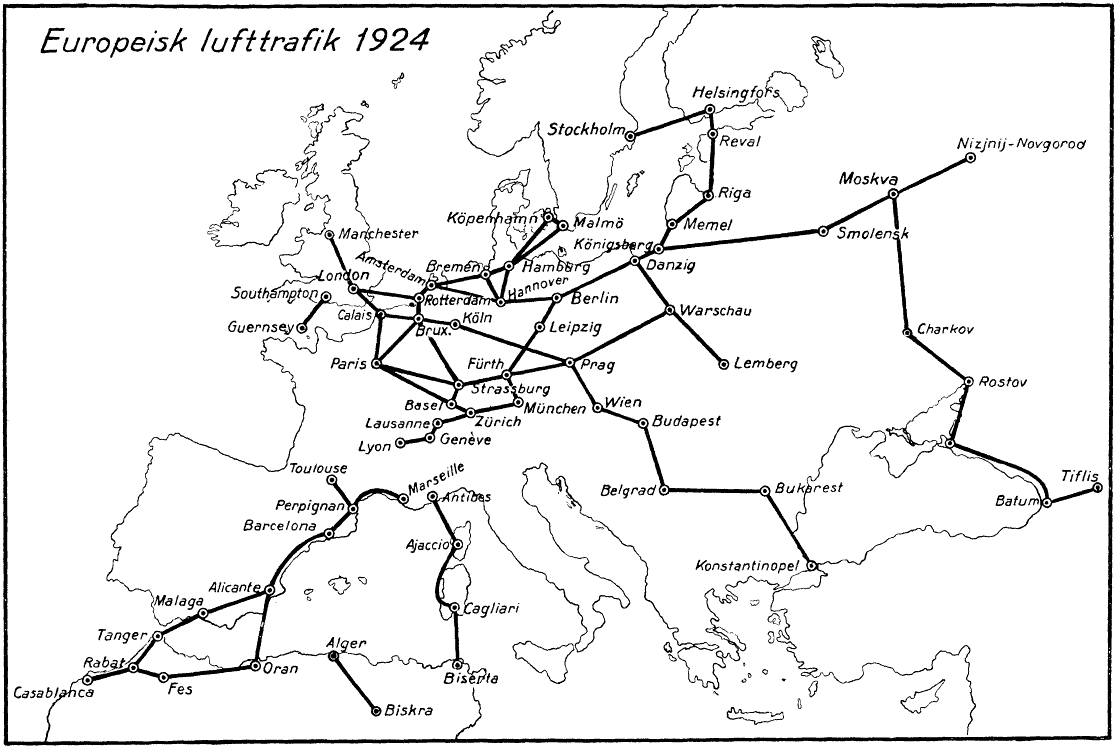
Les lignes aériennes en Europe en 1924

### Janvier
- 16 janvier : essais à Issy-les-Moulineaux de l'hélicoptère du Marquis Pateras-Pescara de Castelluccio, un Argentin, pour le compte du STAé français : il vole sur une distance de 1 160 m en ligne droite, le kilomètre est franchi.

### Février
- 21 février : premier vol postal en Alaska (Fairbanks - McGrath)

### Mars
- 17 mars au 28 septembre : sous le commandement du major Martin, quatre Douglas World Cruiser de l'US Army Air Service quittent Seattle pour un tour du monde aérien avec escales. Deux de ces appareils, le Chicago et le New Orleans, parviennent à boucler le parcours en se posant à Seattle le 28 septembre suivant après 371 heures et 11 min de vol. Ce tour du monde comprend, notamment, la première traversée de l'Atlantique Nord dans le sens Ouest-Est avec escales (quatre appareils plus un appareil italien, mais ce dernier sombre en mer et l'équipage est miraculeusement sauvé) et la première traversée du Pacifique avec escales (trois appareils).
- 25 mars : le lieutenant Plenderleith, le commandant d’escadrille Mac Laren et le sergent Andrews, trois aviateurs britanniques, partent de l'aérodrome de Calshot pour effectuer un tour du monde avec un biplan amphibie Vickers Vulture à moteur de 12 cylindres Napier-Lion de 450 chevaux[1].

### Avril
- 1er avril :
  - fondation de la compagnie aérienne britannique Imperial Airways par fusion de plusieurs petites compagnies;
  - Création de l'Aviation royale du Canada.
- 18 avril : Pateras-Pescara, établi un record du monde de distance en hélicoptère avec un vol en ligne droite de 736 mètres à Issy-les-Moulineaux (enregistré par la FAI).

### Mai
- 4 mai : l’ingénieur français Étienne Œhmichen boucle le premier kilomètre en circuit fermé avec son hélicoptère no 2, à Arbouans près de Montbéliard.

### Juin
- 11 juin : Armand Deperdussin, grand mécène de l'aviation, meurt à l’hôpital Lariboisière, ce dernier s'étant donné un coup de revolver dans la tête, à la suite de gros ennuis judiciaires[2].

- 15 juin : le Français Jules Patin remporte la Coupe d’aviation Zénith avec son Caudron modèle C27, à moteur Gnome et Rhône de 80 chevaux, récompensant un vol Paris-Lyon aller-retour ayant nécessité la plus faible consommation de carburant par kilogramme de poids utile transporté[3].

- 23 juin :
  - le pilote français Joseph Sadi-Lecointe bat le record du monde de vitesse sur 500 km (306,696 km/h) et remporte la Coupe Beaumont.
  - le pilote américain Russell L. Maugham traverse les États-Unis d'Est en Ouest (New York - San Francisco) sur un Curtiss PW-8 en moins de 21 heures et 48 minutes avec cinq escales de ravitaillement.

### Juillet
- 1er juillet :
  - inauguration d'un service postal transcontinental (Coast-to-coast) aux États-Unis par l'US Post Office;
  - premier vol du de Havilland DH.51.
- 16 juillet : l'équipage français Coupet et Drouin bat le record du monde de durée de vol (37 heures, 59 minutes et 10 secondes) sur un « Farman ».

### Août
- 29 août : les aviateurs Brinsmead, Jones et Buchanan achèvent un tour d'Australie réalisé avec un biplan De Havilland DH.50 à moteur Siddeley « Puma » de 230 chevaux, soit 13 244 kilomètres couverts en 88 heures[4].

### Septembre
- 7 septembre : premier vol du Dornier Komet III.

### Octobre
- 1er octobre au 24 novembre : un équipage néerlandais relie Amsterdam et Batavia sur un Fokker D VII, soit un parcours de 15 900 km sur 56 jours, dont 20 de vol.
- 4 octobre : le lieutenant Harry Mills remporte la Coupe Pulitzer avec son Verville-Sperry R-3 (en)[5].
- 10 octobre : record d'altitude pour le pilote français Callizo sur un Gourdou-Lesseure : 12 066 mètres.

### Novembre
- Liaison Paris - Moscou - Vienne par la compagnie aérienne française CIDNA (Compagnie internationale de navigation aérienne).
- 4 novembre : premier vol de l'hydravion Canadian Vickers Vedette.

### Décembre
- 11 décembre : le pilote français Bonnet bat le record du monde de vitesse pure : 448,170 km/h.
- 13 décembre : premier vol de l'avion américain NM-1 de la Naval Aircraft Factory, construit pour étudier le tout métal pour l'aviation navale[6].